# Cryptoplax propior
Cryptoplax propior is een keverslakkensoort uit de familie van de Cryptoplacidae. De wetenschappelijke naam van de soort is voor het eerst geldig gepubliceerd in 1930 door Is. & Iw. Taki.